# Вулиця Героїв Майдану (Черкаси)
Вулиця Героїв Майдану — невелика вулиця в Черкасах.

## Розташування
Починається від вулиці Прикордонника Лазаренка та продовжується вглиб мікрорайону до вулиці 30-річчя Перемоги.

## Опис
Вулиця широка, асфальтована.

## Походження назви
Вулиця була утворена в 1981 році і названа на честь чекіста, а згодом - дитячого письменника Аркадія Гайдара. 22 лютого 2016 року вулиця отримала сучасну назву.

## Будівлі
По вулиці розташовано багатоповерхові будинки, Черкаська загальноосвітня школа № 32.